# Етимологічна хиба
Етимологічна хиба позначає логічну хибу, яку допускають люди, виводячи теперішнє значення певного слова з його етимології. Ранній опис явища можна знайти у Річарда Уейтлі. Про це також писав Дж. С. Мілл у своїй праці «Система логіки».

## Виникнення
Етимологічна помилка може виникнути, коли з часом слово змінює своє значення через семантичне зміщення. В такому разі апеляція до його початкового значення логічно неприпустима, адже актуальне значення слова вже не відповідає колишньому оригіналу або не визначається ним.

## Проблеми з розвитком мови
Мовознавці підкреслюють, що мова еволюціонує, змінюючи початкове значення деяких слів. Тому спершу потрібно дізнаватися походження слова, щоб мати змогу вживати його у повсякденні. Однак непорозуміння виникає ще легше, коли слово протягом тривалого періоду часу набуває кілька значень. Крім того, це може призвести до лінгвістичного фрейму.

## Приклади
Франц: Павло досить радикальний. Він дотримується екстремальних думок.
Петро: Радикальний з латини значить "той, який сповідує радикальні погляди", а це точно не про Павла. Також він не вирішує проблему в корені, як і не суперечить правлячій системі. Тому він не радикальний.
Однак, у своїх міркуваннях Петро не взяв до уваги кілька фактів:
1. Згідно з Академічним тлумачним словником (1970-1980), в українській мові слово «радикальний» використовується як синонім «найбільш дійовий» та також так говорять про людину, яка дотримується поглядів, переконань радикалів.
2. Відоме Петру значення походить від латинського слова radix, що означає корінь. Це не має нічого спільного з "вирішенням чогось в корені".
3. Отже, семантика слова "радикал" більше не відповідає його первинному значенню та до того ж має набагато більше значень.